# Gbeľany
Gbeľany – wieś (obec) w północno-zachodniej Słowacji, położona w kraju żylińskim, w okręgu Żylina.

## Położenie
Gbeľany leżą w Kotlinie Żylińskiej, ale północna część katastru wsi wspina się już na stoki Gór Kisuckich. Znajdują się niespełna 10 km na wschód od Żyliny.

## Historia
Na terenie wsi znaleziono ślady osadnictwa zaliczanego do kultury halsztackiej, a także z okresu rzymskiego oraz wielkomorawskiego.
Historycy uważają, że początek osadnictwa współczesnej wsi należy datować na XIII w. Pierwsze wzmianki o miejscowości, zapisanej jako Koblen, pochodzą z roku 1362. W 1434 r. notowana ona była jako Villa Belene. Należała ona wówczas do feudalnego "państwa" z siedzibą na zamku Strečno. Później występowała ona pod nazwami Possessio Gbelan (1483), Possessio Kbeleny (1520), Gbeblan, Gbelany (1773), Egbelény (węg.; 1907), a od 1920 Gbeľany.
W roku 1421 „państwo” przeszło w ręce Dersffych, następnie władali nim przedstawiciele Esterházych i Wesselényich. Gdy wyszedł na jaw udział Wesselényich w antyhabsburskim spisku majątek ten został im odebrany, a po upadku powstania Thökölyego (1685) przekazany cesarskim generałom, Fridrichowi i Johannowi Löwenburgom. Ci utworzyli nowe dominium z siedzibą w Tepličce nad Váhom, do którego należały i Gbeľany. W 1749 r. w wyniku podziału majętności powstało nowe „państwo”, w którego skład wchodziły: Gbeľany, Dolný Vadičov, Lutiše, Pažite, Riečnica, Terchová, Tižina oraz część Strečna. Jego właściciele, rodzina Szerényich, w 1756 r. wybudowali istniejący do dziś barokowy pałac. W 1812 r. właścicielami wsi została rodzina Nyárych z Sučan, a w 1863 r. rodzina Zichych. W 1883 r. Karolina Zichy wniosła ten majątek jako wiano, wychodząc za mąż za Györgya Gusztáva Majlátha, hrabiego Ostrzyhomia. Ostatnim właścicielem Gbeľan był Ferdinand Ödön Majláth, który zmarł w 1929 r. Wdowa po nim, Huberta z d. Széchenyi, przeniosła się do Bratysławy, a po II wojnie światowej wyjechała do Szwecji.
Mieszkańcy wsi zajmowali się hodowlą bydła, drobnym rolnictwem i sadownictwem oraz pracą w lasach. Pracowali także na pańskich folwarkach w Gbeľanach, w Dolinie Vrátnej (stąd Starý dvor) oraz w Lutišach.
W Gbeľanach urodził się Rudolf Nyáry (1828-1900), ksiądz katolicki, kanonik ostrzyhomski i pisarz religijny.

## Demografia
Według danych z dnia 31 grudnia 2010, wieś zamieszkiwało 1213 osób, w tym 622 kobiet i 591 mężczyzn.
W 2001 roku rozkład populacji względem narodowości i przynależności etnicznej wyglądał następująco:
- Słowacy – 99,19%
- Czesi – 0,73%

## Zabytki
- Pałac (słow. kaštieľ) z połowy XVIII w., barokowy, zbudowany przez Szerényich. Murowany, piętrowy, nakryty dachem mansardowym. Front 11-osiowy, zaznaczony trzyosiowym pseudoryzalitem. Otoczony parkiem, założonym przez Nyárych w połowie XIX w., w którym był wydzielony sad owocowy i ogród warzywny[6]. Po II wojnie światowej przejęty przez państwo. Od 1967 r. mieściła się w nim dyrekcja Obszaru Chronionego Krajobrazu Mała Fatra (słow. Chránená krajinná oblasť Malá Fatra), a następnie, do 1995 r. mieściła się tu siedziba Parku Narodowego Mała Fatra. Przez następne 16 lat obiekt stał pusty i niszczał. W 2011 r. kupił go prywatny inwestor, który w 2015 r. uruchomił w nim czterogwiazdkowy hotel[10].
- Dwór (słow. kúria) z I połowy XIX w., klasycystyczny.
- Mauzoleum Nyárych z końca XIX w. (na cmentarzu), neogotyckie.
- Figura przedstawiająca św. Jana Nepomucena, wykuta z piaskowca w 1827 r. na polecenie Karola Nyáryego.